# Victoria Rosell Aguilar
María Victoria Rosell Aguilar (Múrcia, 22 d'agost de 1968) és una magistrada i política espanyola, diputada al Congrés per Podem en la xi i la xiii legislatura.

## Biografia
És llicenciada en dret per la Universitat de Valladolid. La seva carrera judicial ha estat lligada a Canàries, sent jutgessa des de 1996 i magistrada des de 2001.
En 2015 va ser cap de llista de Podem a Canàries per a les eleccions generals, sent elegida diputada.
En 2016 el ministre José Manuel Soria, el seu contrincant polític a Canàries en les noves eleccions generals de juny, va presentar una querella contra ella per un cas que havia dirigit com a jutgessa, demanda que va ser admesa a tràmit pel Tribunal Suprem. Això la va portar a renunciar a tornar a presentar-se a les eleccions en compliment amb el codi ètic de Podem que impedeix concórrer a qualsevol imputat.
Al desembre de 2016 la causa contra Rosell va ser sobreseguda sense apreciar-se delicte. No obstant això, l'anomalia que suposava que José Manuel Soria conegués detalls sobre el cas, al qual no estava vinculat, va fer que comencés una recerca contra el jutge Salvador Alba, la qual cosa va portar a la seva suspensió com a jutge per apreciar-se delictes de prevaricació, suborn de funcionari, falsedat documental, revelació de secrets i negociacions prohibides a funcionaris.
El març de 2019 Victoria Rosell va anunciar la seva volta a la política, encapçalant la llista d'Unides Podem a Canàries per a les eleccions generals de 2019, tornant a ser escollida diputada.